# Ley de Instrucción Primaria Obligatoria
La Ley de Instrucción Primaria Obligatoria (también conocida como Ley de Educación Primaria Obligatoria, LEPO) fue una ley chilena de 1920, la cual estableció que el Estado garantizaría a cada niño y niña el acceso gratuito y de carácter obligatorio a los centros educacionales y velaría para que se cumpliera esta normativa.
La LEPO estableció la obligatoriedad de asistir a la escuela, hasta al menos cuarto año de educación primaria (lo que luego se extendió a sexto año en 1929). Ello constituye un hito en la historia de la expansión de la cobertura educacional en Chile, que posibilitó el acceso a las escuelas a ciudadanos de escasos recursos.

## Antecedentes
El 24 de noviembre de 1860, bajo el gobierno de Manuel Montt, fue promulgada la «Ley General de Instrucción Primaria», hito decisivo en la educación chilena del siglo XIX. Sin embargo, décadas más tarde, el desarrollo del país y las demandas de nuevos grupos sociales sobrepasaron esta normativa:

"El problema de la baja cobertura, agravado por una asistencia media de los matriculados aún más baja, frustraba el sueño de muchos educadores y políticos progresistas de contar con un pueblo instruido que pudiera superar, material y moralmente, el nivel de miseria en que vivía"
Egaña: 1996, 10.

El magisterio llamaba a reformar la educación chilena a través de un nuevo cuerpo legal que normara el deber del Estado en el cumplimiento y funcionamiento de la instrucción primaria obligatoria.

## Historia

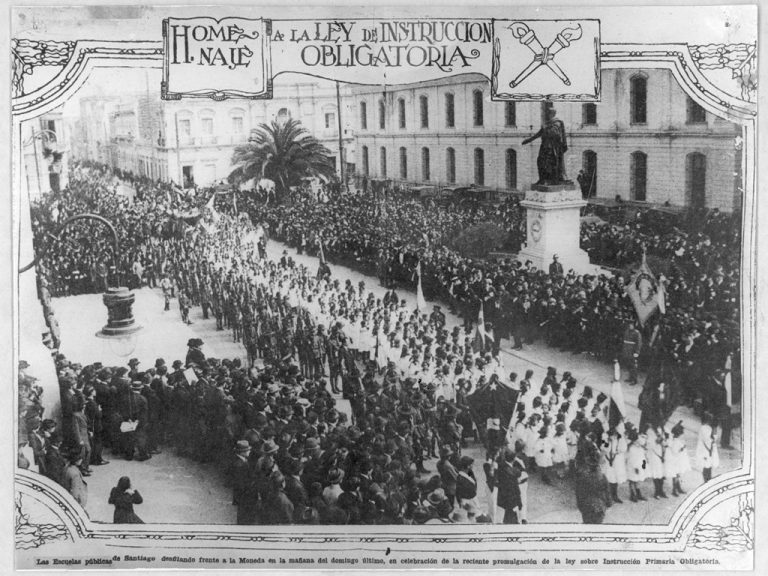
Desfile en homenaje a la Ley de Instrucción Primaria Obligatoria.

En 1902 fue presentado al Congreso Nacional un proyecto de ley que establecía la obligatoriedad de la instrucción primaria. La Ley N° 3.654 se aprobó dieciocho años después, el 26 de agosto de 1920. Fue publicada en el Diario Oficial durante el gobierno de Juan Luis Sanfuentes.
Las diferencias entre la ley de 1860 y la de 1920 se expresaban en las responsabilidades de asistencia y acceso de los alumnos a las escuelas. La ley de 1860 disponía la obligación de los padres de enviar a sus hijos a los establecimientos educacionales, pero la disposición no era supervisada por el Estado. Así, la mayoría de los niños, en especial de los sectores populares, no acudía a las escuelas.
Para ello se definió que padres y apoderados tenían la obligación de que sus hijos y pupilos frecuenten durante cuatro años a lo menos y antes que cumplan trece años de edad, un establecimiento de educación primaria fiscal, municipal o particular.
Además, la normativa indicaba que los menores que hubieran cumplido trece años sin haber adquirido los conocimientos de los dos primeros años de la educación primaria, deberán seguir asistiendo a una escuela hasta ser aprobados en las pruebas reglamentarias anuales, o hasta cumplir los quince años de edad. Si obtienen una ocupación de carácter permanente, continuarán sometidos a esta obligación hasta los dieciséis años de edad, debiendo satisfacerla en alguna escuela suplementaria o complementaria.
El primer ciclo de formación contaría con tres grados de educación general compuestos de dos años escolares cada uno. Además se podría acceder a un cuarto grado de educación vocacional donde se enseñaría agricultura, minería industrias manuales y comercio, cuya duración podía variar de uno a tres años. Se ordenaba también el funcionamiento de escuelas primarias para adultos.
La ley establecía que en toda comuna debía haber una escuela primaria para cada género por cada mil habitantes. Mientras que en aquellas comunas donde no hubiese necesidad de nuevas escuelas elementales, la municipalidad debía mantener una de adultos.
La calidad del personal docente fue otro tema abordado. La orden indicaba que para ejercer en las escuelas públicas se necesitaba contar con el título de normalista, tener un título del Estado que habilitara para la enseñanza de ramos especiales o poseer un certificado de aprobación para la enseñanza expedido por el «Consejo de Educación Primaria».
La nueva normativa permitió un avance en la educación chilena y mejoró los niveles de escolaridad. Sin embargo, este avance dio lugar a un nuevo desafío: reformular y reestructurar el funcionamiento estatal de la educación para que estas disposiciones efectivamente se cumplieran.